# Nuevo Central Argentino
Nuevo Central Argentino est une société privée ferroviaire argentine gérant l'exploitation et les infrastructures de fret du chemin de fer General Bartolomé Mitre depuis le 23 décembre 1992, date à laquelle la concession lui a été accordée dans le cadre du plan de réforme du président de l'époque, Carlos Menem. Comme le reste du réseau, il était auparavant géré par Ferrocarriles Argentinos.
Elle a son siège principal à Rosario, à proximité de Villa Gobernador Gálvez et de Villa María. Il existe également des hubs à Colombres et dans la capitale de province de Córdoba, ainsi que des centres de transfert dans la ville de Tucumán et dans le quartier de Retiro à Buenos Aires.

## Histoire
L'appel d'offres portait sur la majeure partie du chemin de fer General Bartolomé Mitre, avec l'ajout d'une ligne secondaire entre Pergamino et Junín, soit un total de 4 511 km. Deux consortiums ont soumis des offres pour l'appel d'offres : En janvier 1992, le contrat est attribué à Nuevo Central Argentino SA Outre l'exploitation de la ligne secondaire, AGD était également intéressée par la possibilité de contrôler directement le transfert de sa production d'oléagineux pour le marché étranger. Elle commence à fonctionner le 23 décembre 1992.
Le 28 juin 2021, le ministère des transports annonce sa décision de ne pas renouveler le contrat avec l'entreprise, mettant ainsi fin au contrat le 21 décembre 2022 et transférant tous les services à Trenes Argentinos Cargas.

## Statistiques
| Année | Tonnes    | Variation |
| ----- | --------- | --------- |
| 2019  | 7 308 521 | +16,5 %   |
| 2018  | 6 274 496 | -13,2 %   |
| 2017  | 7 231 376 | -5,7 %    |
| 2016  | 7 670 416 | +4 %      |
| 2015  | 7 376 898 | -0,4 %    |
| 2014  | 7 403 914 | +1,7 %    |

Note: Sur la période 2014-2019

## Branches sans opérations
Parmi les branches sous concession de Nuevo Central Argentino, l'entreprise a abandonné les branches Casilda à Río III, Gálvez à La Rubia et Cañada de Gómez à San Jorge, entre autres.

## Infrastructure
À l'horizon 2020, le réseau NCA compte plus de 4 500 kilomètres de voies, est étendu et offre des possibilités de transport d'une grande variété de produits originaires des provinces de Buenos Aires, Santa Fe, Córdoba, Santiago del Estero et Tucumán. En outre, trois services de trains de voyageurs longue distance appartenant à l'entreprise publique Trenes Argentinos Operadora Ferroviaria circulent sur les voies de NCA, reliant Buenos Aires (Retiro) à Rosario, Córdoba et Tucumán, en passant par la ville de Rosario. 